# Bezirksmuseum
Ein Bezirksmuseum (auch Bezirkmuseum) ist eine Institution, die eine Sammlung von Ausstellungsgegenständen, vorzugsweise aus einem örtlich begrenzten Bezirk (Politischer Bezirk) oder  (Stadtbezirk (Stadtteil)), für die Öffentlichkeit zugänglich macht. Der Begriff in ersterer Bedeutung wird vorwiegend in Österreich verwendet. Im ländlichen Raum spricht man eher von Heimatmuseum.
Meistens wird von den Besuchern ein Eintrittsgeld erhoben, das dem Erhalt der Exponate und Räumlichkeiten, in denen diese untergebracht sind, zugutekommt. Ziel eines Bezirksmuseums ist es immer, die Besucher über einen Stadtteil oder Bezirk zu informieren.
Vorzugsweise zeigen Bezirksmuseen antiquarische Schriften, Bücher, Bilder und Alltagsgegenstände vergangener Zeiten und bieten so einen lebendigen Eindruck damaliger Lebensweisen und der Entstehung eines Stadtteils.

## Geschichte
Bezirksmuseen wurden in Wien Anfang und Mitte des 20. Jahrhunderts errichtet. Es waren damals die ersten ihrer Art.
Diese Museen wurden hauptsächlich ehrenamtlich und in der Mehrzahl von Lehrern, zur Unterstützung des Unterrichts, betrieben. Es waren dies Einrichtungen, die sehr oft aus privaten Sammlungen bestanden und manchmal auch in privaten Räumen ausgestellt wurden.
1936 gab es eine Verordnung des Wiener Magistrats, dass nur noch jene Bezirksmuseen gefördert werden, die durch einen Verein erhalten werden. Dies führte einerseits zur Aufgabe einiger kleiner Museen, andererseits wurden aber auch kleinere Sammlungen zusammengelegt und in geordneteren Bahnen ausgestellt.
Das erste Museum, das sich die Aufgabe stellte, die Geschichte eines Stadtteils professionell als echtes Bezirksmuseum zu repräsentieren, wurde 1923 von Hans Pemmer und Karl Hilscher in Wien eröffnet.
1964 konstituierte sich der Verein „Arbeitsgemeinschaft der Wiener Bezirksmuseen“ als Dachorganisation und Rechtsträger von 23 Bezirksmuseen und sechs Sondermuseen.
Heute gibt es Bezirksmuseen, zumindest im deutschsprachigen Raum, sehr häufig.

## Bezirksmuseen in Deutschland, Österreich, Schweiz

### Deutschland
- Bezirksmuseum Marzahn-Hellersdorf (Berlin)
- FHXB Friedrichshain-Kreuzberg Museum (Berlin)

### Österreich
- Bezirksmuseum Innere Stadt (1. Wiener Gemeindebezirk)
- Bezirksmuseum Leopoldstadt (2. Wiener Gemeindebezirk)
- Bezirksmuseum Landstraße (3. Wiener Gemeindebezirk)
- Bezirksmuseum Wieden (4. Wiener Gemeindebezirk)
- Bezirksmuseum Margareten (5. Wiener Gemeindebezirk)
- Bezirksmuseum Mariahilf (6. Wiener Gemeindebezirk)
- Bezirksmuseum Neubau (7. Wiener Gemeindebezirk)
- Bezirksmuseum Josefstadt (8. Wiener Gemeindebezirk)
- Bezirksmuseum Alsergrund (9. Wiener Gemeindebezirk)
- Bezirksmuseum Favoriten (10. Wiener Gemeindebezirk)
- Bezirksmuseum Simmering (11. Wiener Gemeindebezirk)
- Bezirksmuseum Meidling (12. Wiener Gemeindebezirk)
- Bezirksmuseum Hietzing (13. Wiener Gemeindebezirk)
- Bezirksmuseum Penzing (14. Wiener Gemeindebezirk)
- Bezirksmuseum Rudolfsheim-Fünfhaus (15. Wiener Gemeindebezirk)
- Bezirksmuseum Ottakring (16. Wiener Gemeindebezirk)
- Bezirksmuseum Hernals (17. Wiener Gemeindebezirk)
- Bezirksmuseum Währing (18. Wiener Gemeindebezirk)
- Bezirksmuseum Döbling (19. Wiener Gemeindebezirk)
- Bezirksmuseum Brigittenau (20. Wiener Gemeindebezirk)
- Bezirksmuseum Floridsdorf (21. Wiener Gemeindebezirk)
- Bezirksmuseum Donaustadt (22. Wiener Gemeindebezirk)
- Bezirksmuseum Liesing (23. Wiener Gemeindebezirk)
- Bezirksmuseum Mödling (Mödling, für den Bezirk Mödling)

### Schweiz
- Bezirksmuseum Höfli (Bad Zurzach)